# Gastroserica bicolor
Gastroserica bicolor är en skalbaggsart som beskrevs av Niijima och Matsumura 1923. Gastroserica bicolor ingår i släktet Gastroserica och familjen Melolonthidae. Inga underarter finns listade i Catalogue of Life.